# Стрілоподібність

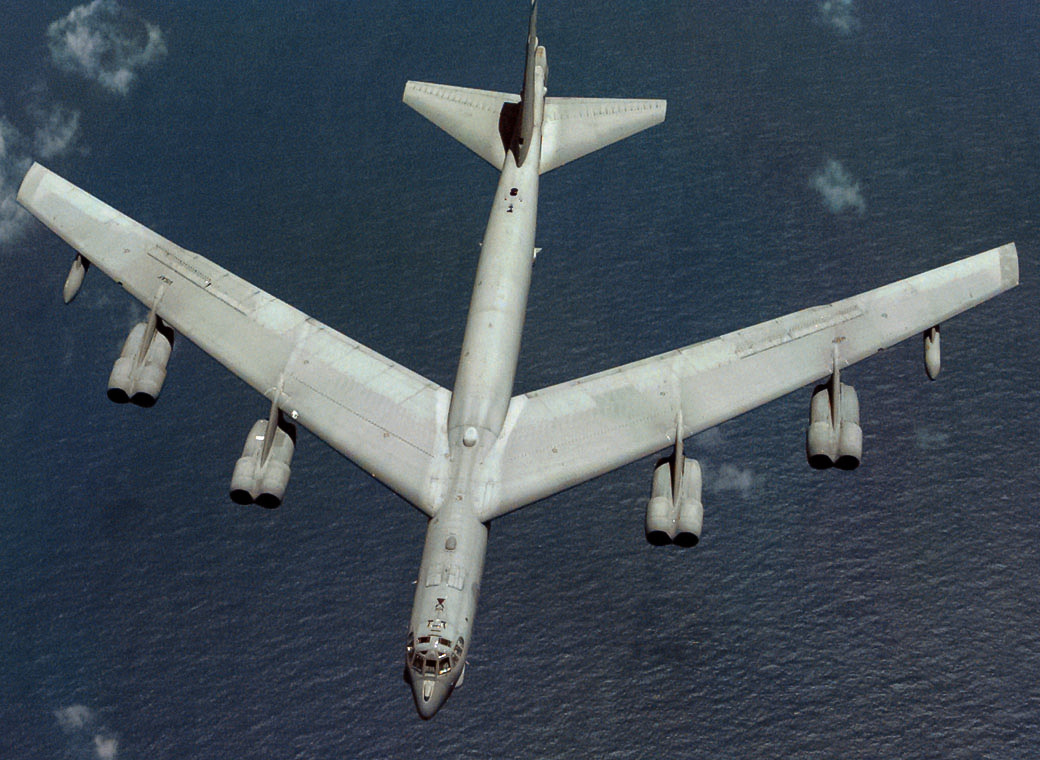
Виражена стрілоподібність на B-52 Stratofortress

Стрілоподі́бність крила́ — кут відхилення крила від нормалі до вертикальної осі літака в горизонтальній проєкції. При цьому позитивним вважається напрямок до хвоста. Рахується по передній і задній кромці крила.